# Prosopocera lambda
Prosopocera lambda là một loài bọ cánh cứng trong họ Cerambycidae.